# Colleen Rosensteel
Colleen Rosensteel (Greensburg, 13 de marzo de 1967) es una deportista estadounidense que compitió en judo.
Ganó dos medallas en los Juegos Panamericanos, en los años 1995 y 1999, y tres medallas en el Campeonato Panamericano de Judo entre los años 1992 y 1998.

## Palmarés internacional
| Juegos Panamericanos    | Juegos Panamericanos            | Juegos Panamericanos | Juegos Panamericanos |
| Año                     | Lugar                           | Medalla              | Categoría            |
| ----------------------- | ------------------------------- | -------------------- | -------------------- |
| 1995                    | Mar del Plata (Argentina)       | Medalla de bronce    | +72 kg               |
| 1999                    | Winnipeg (Canadá)               | Medalla de plata     | +78 kg               |
| Campeonato Panamericano |                                 |                      |                      |
| Año                     | Lugar                           | Medalla              | Categoría            |
| 1992                    | Hamilton (Canadá)               | Medalla de bronce    | +72 kg               |
| 1997                    | Guadalajara (México)            | Medalla de plata     | +72 kg               |
| 1998                    | Santo Domingo (Rep. Dominicana) | Medalla de plata     | +78 kg               |